# Thông tin sức khỏe trên Wikipedia
Bách khoa toàn thư trực tuyến Wikipedia, kể từ cuối những năm 2000, đóng góp như là một nguồn thông tin y tế phổ biến cho mọi người, bao gồm cả, các nhân viên chăm sóc sức khỏe. Các bài viết liên quan đến sức khỏe trên Wikipedia được truy cập phổ biến từ kết quả của các công cụ tìm kiếm, thường xuyên cung cấp liên kết đến các bài viết trên Wikipedia. Những đánh giá độc lập đã được thực hiện về cả số lượng và nhân khẩu học của những người tìm kiếm thông tin sức khỏe trên Wikipedia, phạm vi thông tin y tế trên Wikipedia và chất lượng thông tin trên Wikipedia.
Wikipedia tiếng Anh ước tính vào năm 2014 có khoảng 25.000 bài viết về các chủ đề liên quan đến sức khỏe. Trên toàn bộ bách khoa toàn thư Wikipedia ở tất cả các ngôn ngữ, đã có 155.000 bài về về sức khỏe sử dụng 950.000 trích dẫn cho các nguồn và đã nhận được 4,8 tỷ lượt xem trang trong năm 2013. Với lượng truy cập này làm cho Wikipedia trở thành một trong những nguồn tài nguyên y tế được tham khảo nhiều nhất trên thế giới, hoặc có lẽ là tài nguyên được tham khảo nhiều nhất.

## Lượng nội dung
Tính đến cuối năm 2013, Wikipedia tiếng Anh đã có 29.072 bài viết y khoa, trong khi trên tất cả các phiên bản ngôn ngữ của Wikipedia, đã có 155.805 bài viết y khoa. Tháng 3 năm 2017, Wikipedia tiếng Anh đã có 30.000 bài viết y khoa, với 164,000 bài viết y khoa trong các ngôn ngữ khác. Tính đến năm 2017, có khoảng 6.000 bài viết về giải phẫu học trên Wikipedia tiếng Anh; các bài viết này không được phân loại là "bài viết y khoa" trong lược đồ phân loại của Wikipedia và do đó không bao gồm trong 30.000 bài viết ở trên.

## Sử dụng
Đa số người dân ở Hoa Kỳ sử dụng internet để tìm kiếm nguồn thông tin sức khỏe. Một nghiên cứu năm 2013 cho thấy 22% lượt tìm kiếm chăm sóc sức khỏe trực tuyến hướng người dùng đến Wikipedia.
Wikipedia được mô tả trong năm 2014 là "nguồn thông tin chăm sóc sức khỏe duy nhất hàng đầu cho bệnh nhân và chuyên gia chăm sóc sức khỏe". Một nghiên cứu của một nhóm sinh viên thú y đã phát hiện ra rằng phần lớn các sinh viên đã tìm kiếm và tìm thấy thông tin y học trên Wikipedia. Một số bác sĩ đã mô tả việc sử dụng Wikipedia của họ như một  "bí mật tội lỗi" 

## Dự án cải thiện thông tin sức khỏe trên Wikipedia
Năm 2009 Viện Y tế Quốc gia đã thử nghiệm một dự án thí điểm tích hợp thông tin sức khỏe vào Wikipedia Năm 2011, theo báo cáo rằng Tổ chức Nghiên cứu ung thư Vương quốc Anh đã bắt đầu một chương trình theo đó một số nhân viên của họ sẽ chỉnh sửa các bài viết liên quan đến ung thư trên Wikipedia.
Đại học California, San Francisco có một chương trình khuyến khích sinh viên đóng góp nội dung sức khỏe cho Wikipedia.<
Sự hợp tác giữa Cochrane và Wikipedia cung cấp quyền truy cập vào Thư viện Cochrane với mục đích kết hợp thông tin đánh giá của họ vào các bài viết trên Wikipedia.